# Ferme de contenus
Une ferme de contenus est un site Web qui publie du contenu de peu de valeur dans le but de générer des revenus publicitaires,. Parce qu'ils sont conçus et réalisés pour être bien référencés sur le Web, riches en publicité et à bas coût de production du contenu, ils sont faciles d'accès mais pauvres en contenu.
Pour produire massivement des contenus, plusieurs entreprises utilisent des armées de pigistes, sollicités pour produire des pages sur des sujets recherchés par les internautes et à fort potentiel publicitaire, bien qu'ils soient de plus en plus fréquemment remplacés par des intelligences artificielles. Ils peuvent aussi copier (ou plagier) des contenus d'autres sites.

## Les changements d'algorithme pour contrer les fermes de contenus
Ne jouissant pas d'une réputation fort reluisante, les fermes de contenus se sont vues pénalisées fortement depuis l'arrivée (2011) d'un nouvel algorithme (nommé Google Panda) dans le moteur de recherche Google. Bien qu'il ne s'agisse pas de l'éradication de la pratique des fermes de contenus, cette modification affecte environ 12 % des résultats de recherche. Malgré les bonnes intentions de Google, plusieurs sites Web à contenus uniques et originaux se sont vus pénalisés alors qu'un bon nombre de fermes de contenus restent toujours actives,.